# 阿达纳大钟楼
大钟楼（土耳其語：Büyük Saat）是土耳其阿达纳一座历史悠久的钟楼，高32米。

## 历史
这座钟楼象征着城市的现代化进程（从1863年持续到1909年阿达纳屠杀）。在此期间，许多奥斯曼帝国和欧洲企业迁往该市，从事繁荣的棉花贸易。1879年，市长科克尔（Kirkor Bezdikyan）开始在主街罗兰街(Roland street）, 现名阿里·穆尼夫街（Ali Munif Caddesi）修建大钟楼。他在阿达纳开始了现代市政管理。另一位亚美尼亚建筑师卡斯巴·阿加 （Kasbar Agha Bzdikian）也负责了设计工作。1882年，市长曼戈扬（Mangoyan）完成了这项工程，作为现代化的象征。 市长 Hacı Yunus 也为建设做出了重要贡献。自此以后，它一直是这座城市的主要地标之一。

## 建筑

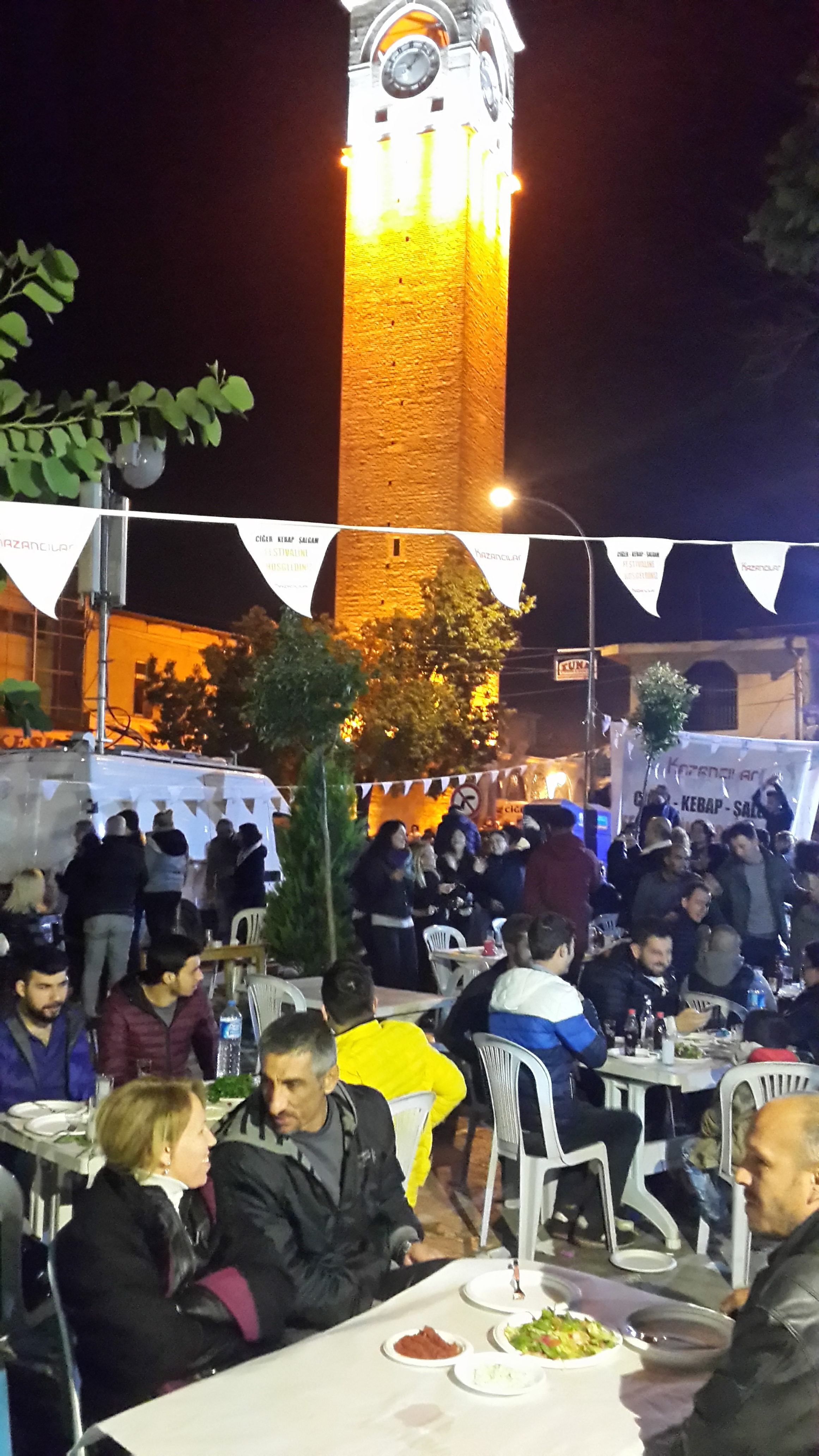
世界拉克酒节

大钟楼为方形棱柱体, 塔壁用砖砌成。 这座钟楼的高度为32米，而地基的深度更是达到了35米。有传言说，从地基上涌出的水具有治疗的能力。
在建造期间，奥斯曼帝国的其他大城市也建造了类似的钟楼。大钟楼是其中最高的，其次是伊斯坦布尔的多尔玛巴赫切钟楼。

## 功能
大钟楼的修建改善了居民的计时能力，使他们的生活更加轻松。每一个小时，从城市的大部分地区都能听到高塔的响亮钟声。钟楼建成后，该市官员根据大钟楼的时间来安排办公时间。萨拉赫时代。伊斯兰祈祷的时间，以前曾由太阳的位置来确定，现在也由大钟楼来确定。
如今，大钟楼的主要问题是缺乏步行区。这座钟楼位于一条繁忙的街道中间，游客很难进入。阿达纳已计划拓宽阿里·穆尼夫街的人行道，并将部分交通引流至另一条街道，以改善现状。